# The Brothers (îles)
Pour les articles homonymes, voir The Brothers.

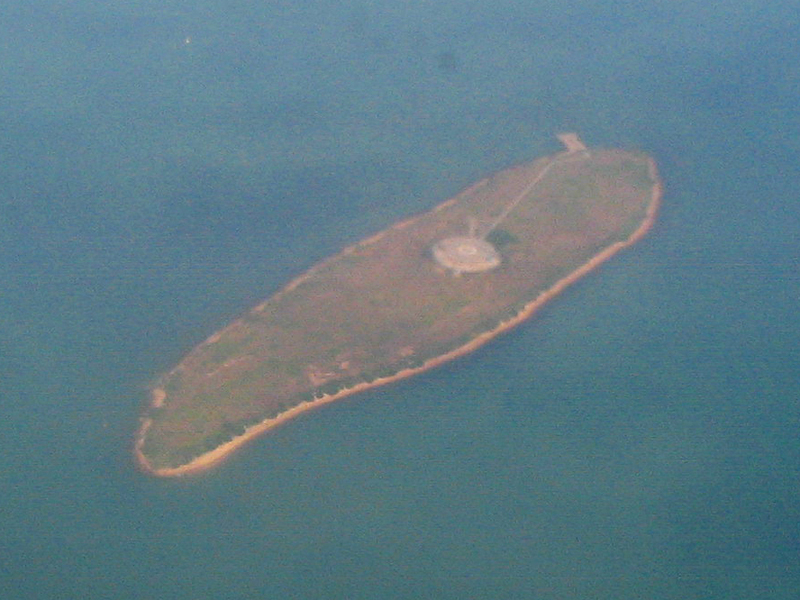
Siu Mo To, avec la station VOR/DME visible.

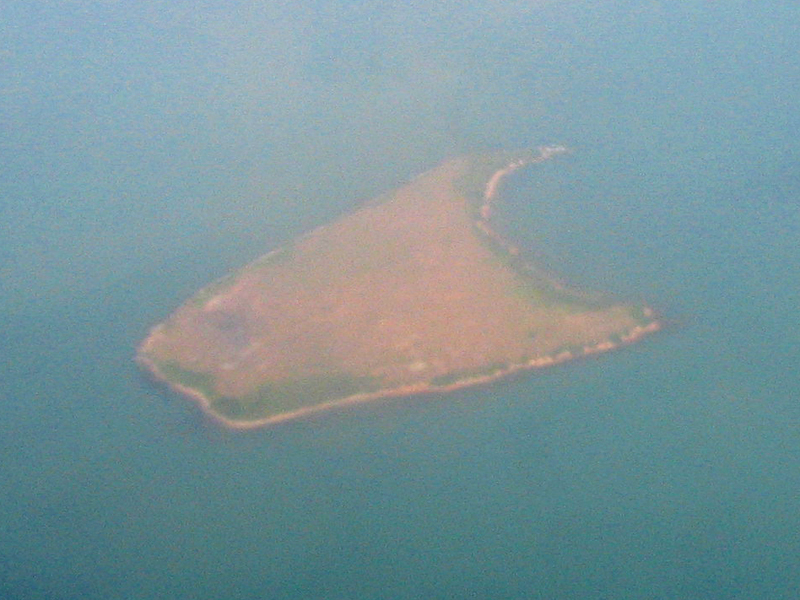
Tai Mo To

Les Frères (The Brothers) ou Mo To Chau ((zh), ou 大小磨刀洲) est un nom qui regroupe deux îles à Hong Kong, Siu Mo To (ou East Brother, 小磨刀洲) et Tai Mo To (ou West Brother, 大磨刀洲). Les deux îles ont été aplanies afin de ne pas perturber le trafic de l'Aéroport International de Hong Kong situé à proximité. Administrativement, elles sont sous la juridiction du district de Tuen Mun.

## Géographie
Le groupe d'îles se situe au nord de l'Île de Lantau, à mi-chemin entre Chek Lap Kok, où l'aéroport international de Hong Kong est situé, et Tuen Mun. West Brother mesure 550 mètres sur 430 et East Brother mesure 800 mètres sur 180. Avant d'être aplanies, elles avaient une altitude maximale de 68 et 63 mètres. Tsz Kan Chau (匙羮洲), une petite île à proximité, est souvent considérée comme faisant partie de ce groupe.[réf. nécessaire]

## Histoire
Du graphite a été extrait sur l'île Ouest entre 1952 et 1971. En 1964, le forage descendait jusqu'à 90 mètres en dessous du niveau de la mer.
Les deux îles ont été aplanies pour éviter d'affecter le trafic de l'aéroport. La terre qui fut extraite fut ensuite réutilisée pour agrandir des îles afin d'y construire des aéoroports. Cette réutilisation sera à l'origine d'une polémique car elle endommage l'habitat des dauphins à bosse du Pacifique.

## Caractéristiques
Une station VOR/DME est située sur Siu Mo To.